# M@STERPIECE
M@STERPIECE（マスターピース）为由765PRO ALLSTARS所演唱的单曲，于2014年1月29日由日本古倫美亞发售。同名曲为该作品系列中的剧场版电影《前往光輝的另一端！》的主题曲。

## 概述
该单曲使用了该作品系列游戏的第一批单曲系列《THE IDOLM@STER MASTERPIECE》的名称“ MASTERPIECE”作为单曲名称，同时单曲同名曲作为剧场版电影的主题曲，和故事结尾Live的演唱曲使用。作词yura表示這首歌的歌詞傳達出765事務所眾人一路成長至今的歷史。
发售时包含CD单曲和BD迷你专辑，CD版包含《M@STERPIECE》和一首與電影無關的曲目《你選擇的路》（君が選ぶ道），本曲的电影版本，以及這兩首歌曲的卡拉OK版；BD版則是以5.1聲道模式收錄電影主題曲、片頭曲和三首插曲。

## 评价
CD版發售該週進入Oricon公信榜的音樂單曲榜第六名，其後在榜上停留了14週；此外發售該週在日本告示牌的日本熱門100金曲榜上則為第13名。
2014年10月获得Newtype×动画奖2014主题曲组第一名的评价。

## 收录曲目

### CD
1. M@STERPIECE
演唱：765PRO ALLSTARS[註 2]
作詞：yura，作曲：神前暁，編曲：神前暁、高田龍一
2. 你选择的路（君が選ぶ道）
演唱：音無小鳥（滝田樹里）
作詞、作曲：藤田麻衣子[11] 編曲：川田瑠夏
3. M@STERPIECE（MOVIE VERSION）
演唱：天海春香（中村繪里子）、星井美希（長谷川明子）、如月千早（今井麻美）、高槻弥生（仁後真耶子）、菊地真（平田宏美）、水瀬伊織（釘宮理恵）、双海亜美 / 真美（下田麻美）、三浦梓（高桥智秋）、萩原雪歩（浅倉杏美）、我那覇響（沼倉愛美）、四条貴音（原由実）
4. M@STERPIECE （伴奏版）
5. （伴奏版）

### BD音乐特辑
初回限定版特典。
1. THE IDOLM@STER（MOVIE VERSION）
演唱：765PRO ALLSTARS[註 2]
作詞：中村恵，作曲、編曲：NBGI（佐佐木宏人）
2. 睡美人（眠り姫）
演唱：如月千早（今井麻美）
作詞：森由里子，作曲、編曲：NBGI（椎名豪）
3. shiny smile （M@STER VERSION）
演唱：天海春香（中村繪里子）、我那覇響（沼倉愛美）
作詞：朝日祭，作曲、編曲：NBGI（Yoshi）
4. MUSIC♪ （M@STER VERSION）
演唱：天海春香（中村繪里子）、如月千早（今井麻美）、三浦梓（高桥智秋）
作詞：yura，作曲、編曲：NBGI（渡辺量）
5. M@STERPIECE（MOVIE VERSION）
演唱：天海春香（中村繪里子）、星井美希（長谷川明子）、如月千早（今井麻美）、高槻弥生（仁後真耶子）、菊地真（平田宏美）、水瀬伊織（釘宮理恵）、双海亜美 / 真美（下田麻美）、三浦梓（高桥智秋）、萩原雪歩（浅倉杏美）、我那覇響（沼倉愛美）、四条貴音（原由実）

## 注脚
1. ↑  前三百名。[8]
2. 1 2  天海春香（中村繪里子）、星井美希（長谷川明子）、如月千早（今井麻美）、高槻弥生（仁後真耶子）、菊地真（平田宏美）、水瀬伊織（釘宮理恵）、双海亜美 / 真美（下田麻美）、三浦梓（高桥智秋）、萩原雪歩（浅倉杏美）、我那覇響（沼倉愛美）、四条貴音（原由実）、秋月律子（若林直美）